# Stefanie Luiken
Stefanie Lucia Mariëlle Luiken (ur. 16 maja 1985 w Nijmegen) – holenderska pływaczka, specjalizująca się w stylu grzbietowym.
W 2004 roku została brązową medalistką mistrzostw Europy w Madrycie w sztafecie 4 × 100 metrów stylem zmiennym.
Wystartowała na igrzyskach olimpijskich w Atenach (2004) w sztafecie 4 × 100 metrów stylem zmiennym (6. miejsce).